# Nordlig fnittertrast
Nordlig fnittertrast (Pterorhinus davidi) är en östasiatisk fågel i familjen fnittertrastar inom ordningen tättingar.

## Utseende och läten
Nordlig fnittertrast är en medelstor (23–25 cm), enfärgat gråbrun fnittertast, med blekare undersida och ögonbrynsstreck. Den har en rätt kraftig och nedåtböjd gul näbb, svart haka, grå vingpanel och mestadels svartaktig stjärt. Sången består av en ljudlig serie korta toner, i engelsk litteratur beskriven som "wiau-wa-wikwikwikwoitwoitwoitwoit". Kontakt- och varningsläte är upprepade "wiau".

## Utbredning och systematik
Nordlig fnittertrast är som det svenska namnet avslöjar den mest nordligt förekommande av alla fnittertrastar. Den delas in i fyra underarter med följande utbredning:
- chinganica – förekommer i bergskedjan Stora Khingan i norra Manchuriet
- davidi – förekommer i norra Kina, från Inre Mongoliet till Gansu, östra Qinghai och Liaoning
- experrecta – förekommer i nordligaste delarna av Nan-Shan i norra Gansu
- concolor – förekommer i häradet Sungqu i norra Sichuan

Underarten chinganica inkluderas ofta i davidi liksom experrecta i concolor.

### Släktestillhörighet
Nordlig fnittertrast placeras traditionellt i det stora fnittertrastsläktet Garrulax, men den taxonomiska auktoriteten Clements et al lyfte ut den och ett antal andra arter till släktet Ianthocincla efter DNA-studier. Senare studier visar att Garrulax består av flera, äldre utvecklingslinjer, även inom Ianthocincla. Författarna till studien rekommenderar därför att släktet delas upp ytterligare, på så sätt att nordlig fnittertrast med släktingar lyfts ut till det egna släktet Pterorhinus. Tongivande International Ornithological Congress har följt dessa rekommendationer, vilket även görs här.

## Levnadssätt
Nordlig fnittertrast förekommer i buskmarker på 400 till 1600 meters höjd, ofta utmed vattendrag. Födan består av insekter, men även frukt och olika sorters frön, bland annat odlad hirs. Fågeln häckar mellan april och september och lägger flera kullar. Boet är en slarvigt byggd skål av torrt gräs, döda blad, småkvistar och rötter. Arten är stannfågel.

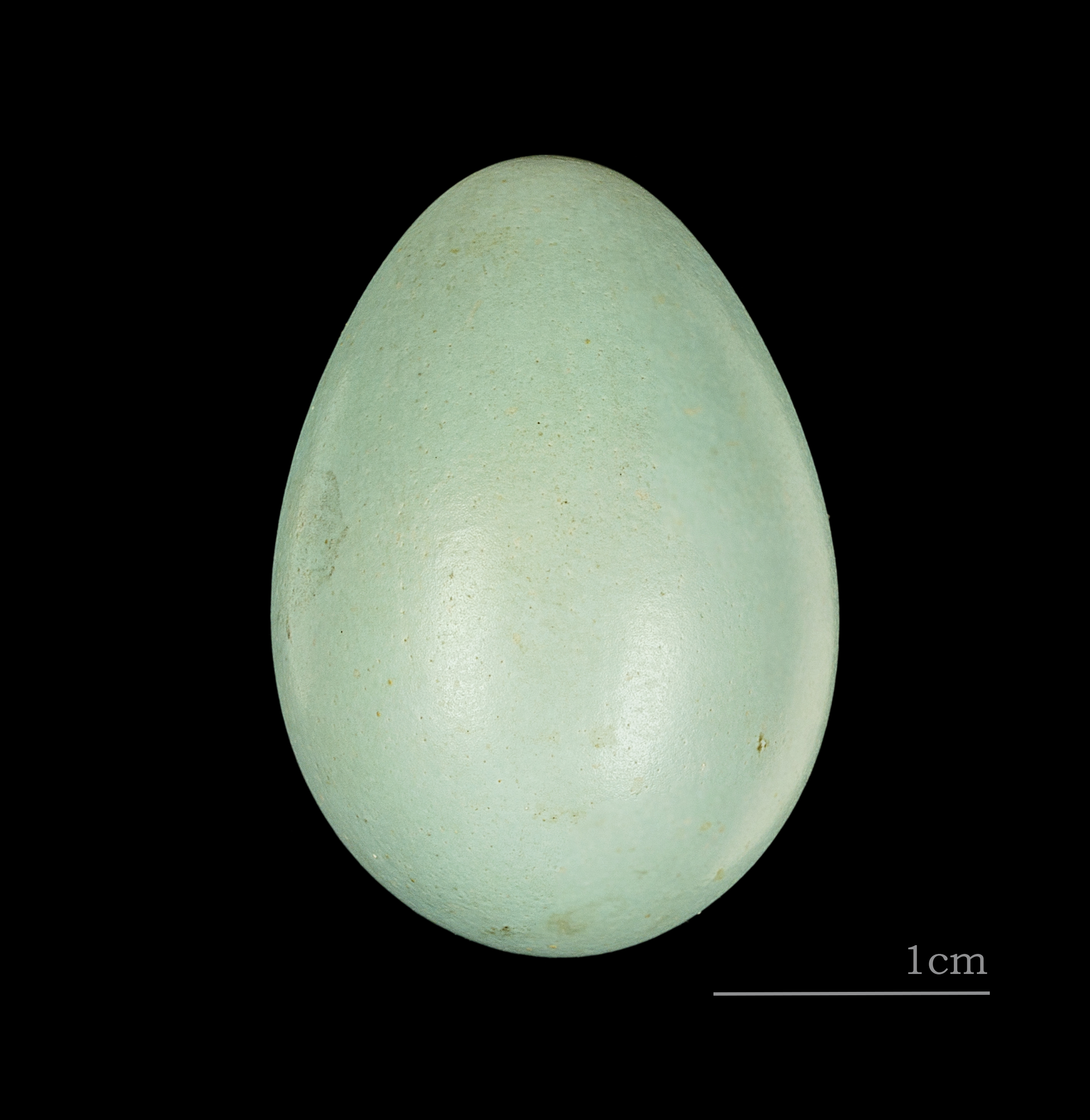
Den nordliga fnittertrastens ägg.

## Status och hot
Arten har ett stort utbredningsområde och en stor population med stabil utveckling och tros inte vara utsatt för något substantiellt hot. Utifrån dessa kriterier kategoriserar internationella naturvårdsunionen IUCN arten som livskraftig (LC). Världspopulationen har inte uppskattats men den beskrivs som relativt ovanlig.

## Namn
Fågeln är uppkallad efter franska munken och naturforskaren Armand David.